# سايكو
سايكو Psyco كانت متخصصة للتجميع في الوقت المناسب لبايثون وضعت أصلا من قبل ارمين ريجو ومواصلة الحفاظ عليها وتطويرها من قبل كغيستيان تيسمر . توقف التطوير في ديسمبر 2011. 
تعمل سايكو على أنظمة التشغيل المستندة إلى BSD وLinux وMac OS X وMicrosoft Windows باستخدام معالجات 32 بت متوافقة مع انتل. كتب سايكو بلغة C وأنتج كود 32 بت x86 فقط .
على الرغم من أن تيسمر أعلن في 17 يوليو 2009 أنه يتم العمل على إصدار ثانٍ من سايكو،  أعلن إعلان آخر أن المشروع «بدون صيانة ومات» في 12 مارس 2012 وأشار الزائرين إلى PyPy بدلاً من ذلك.  على عكس سايكو ، يشتمل PyPy على مفسر ومجمع يمكنه توليد C ، مما يحسن توافقه عبر الأنظمة الأساسية على سايكو.

## تحسين السرعة
تستطيع سايكو تسريع التطبيقات المرتبطة بوحدة المعالجة المركزية بشكل ملحوظ. يعتمد الأداء الفعلي بشكل كبير على التطبيق ويختلف من تباطؤ طفيف إلى تسريع 100x.     عادة ما يكون متوسط السرعة في نطاق 1.5-4x، مما يجعل أداء بايثون قريبًا من لغات مثل سمول توك وسكيم ، ولكنه لا يزال أبطأ من اللغات المترجمة مثل فورتان أو C أو بعض لغات JIT الأخرى مثل سي شارب وجافا . 

يعلن سايكو أيضًا عن سهولة استخدامه: يتضمن أبسط تحسين سايكو إضافة سطرين فقط إلى أعلى البرنامج النصي:  
```
import
 
psyco

psyco
.
full
()

```

 ستقوم هذه الأوامر باستيراد نموذج سايكو، وستقوم سايكو بتحسين البرنامج النصي بأكمله. هذا النهج هو الأنسب لنصوص أقصر، ولكنه يوضح الحد الأدنى من العمل المطلوب لبدء تطبيق تحسينات سايكوعلى برنامج موجود.

## روابط خارجية
- سايكو على موقع Open Hub (الإنجليزية)
- سايكو على موقع SourceForge (الإنجليزية)

- سايكو على موقع سورس فورج
- مقالة David Mertz من مطور IBM للعمل : اجعل Python يعمل بسرعة C مع Psyco
- ملاحظات psyco ، مسكين يوريك